# 桑博恩 (紐約州)
桑博恩（英語：Sanborn）是位於美國紐約州尼亞加拉縣的普查規定居民點。

## 人口
根據2020年美國人口普查的數據，桑博恩的面積為6.82平方千米，皆為陸地。當地共有人口1553人，而人口密度為每平方千米227.71人。